# Moscato di Siracusa
Il Moscato di Siracusa è un vino DOC la cui produzione è consentita nella provincia di Siracusa.

## Caratteristiche organolettiche
- colore: giallo oro vecchio con eventuali riflessi ambracei
- odore: delicato, caratteristico.
- sapore: dolce, vellutato, gradevole.

Le caratteristiche organolettiche indicate, rappresentano quelle del disciplinare delle DOC Italia. 
In realtà il colore tipico del moscato di Siracusa è giallo paglierino carico. La colorazione oro vecchio tipica dei moscati di Sicilia, per via del territorio, del microclima presente nell'area della DOC Moscato di Siracusa non viene mai raggiunta.
Altri odori tipici sono: sentore di miele e di frutta secca.

## Storia
Il Moscato di Siracusa secondo il celebre storiografo ed enologo Saverio Landolina Nava (1743-1814) sarebbe identificabile con l'antico Pollio siracusano, ottenuto dall'uva Biblia (dai monti Biblini, in Tracia) che fu introdotta a Siracusa da Pollis, mitico tiranno della città. Se così fosse, le sue origini risalirebbero al VIII-VII secolo a.C., e il Moscato di Siracusa potrebbe essere considerato il vino più antico d'Italia.
Ancora oggi, seppur in quantità ridotte, questo vino viene prodotto nel territorio comunale di Siracusa con uve di Moscato Bianco sottoposte a un leggero appassimento. 

## Produzione
Provincia, verso settembre e ottobre  volume in ettolitri
- nessun dato disponibile